# 教父2
《教父2》（英語：The Godfather Part II）是一部1974年上映的美國黑幫電影，導演及監製是法蘭西斯·柯波拉，與馬里奧·普佐合共編劇，改編自普佐的1969年小說《教父》。因前作1972年《教父第一集》的空前成功，兩年後《教父2》登上大銀幕，再次榮獲奧斯卡金像獎青睞，入圍11項提名並獲得6項殊榮，包括：最佳影片、最佳導演、最佳男配角、最佳改編劇本、最佳原創配樂、最佳美術指導。《教父2》獲得全球影評與大眾的讚賞，被認為是影史最為成功的續集電影。截至2011年3月20日，本片在網際網路電影資料庫（IMDb）的史上最佳250部電影評選中，獲影迷票選為第三名，僅次於《肖申克的救赎》以及先前的《教父第一集》。
全片以過去和現在交叉敘述的方式，一方面敘述麥可·柯里昂如何擴張他的家族事業，另一方面描述他的父親、柯里昂家族第一代教父維托·柯里昂（由另一位影帝勞勃·狄尼洛演出）在年輕時如何發跡，並成為教父的過程。它的續集是《教父第三集》。

## 劇情
《教父2》的劇情採雙線鋪陳，以現代艾爾·帕西諾所飾演的第二代教父麥可的故事為主線，穿插著過去勞勃·狄尼洛所飾演的年輕第一代教父維托的故事。藉兩代教父對於家庭、朋友、事業、價值觀等方面的性格與處置不同，襯托維托誤入江湖的無心插柳，麥可陷入綠林的身不由己。
1901年義大利西西里島的柯里昂鎮，維托·安東里尼（Vito Andolini）的父親安東尼奧·安東里尼（Antonio Andolini）因得罪當地黑手黨老大法蘭西斯科·西西歐閣下（Don Francesco Ciccio）而遭到殺害，維托的哥哥保羅也因為矢志復仇而遭西西歐滅口，維托之母帶著九歲的維托前去乞求西西歐放過維托小命，西西歐不允，維托之母遂持刀威脅西西歐，而遭到西西歐殺害。趁亂脫逃的維托則在村民的幫忙下輾轉流亡美國。美國移民局官員誤將維托的故鄉「柯里昂」看成姓氏，於是，維托以「維托·柯里昂」之名，正式成為美國人。
1958年，第二代教父麥可已將柯里昂家族，由紐約遷到內華達州的太浩湖（Lake Tahoe）。在麥可兒子安東尼的初领聖体派對上，麥可接見了對家族頗有偏見的參議員派特·葛瑞（Pat Geary）。葛瑞恐嚇麥可，並向麥可勒索柯里昂家族的賭場收入，惟麥可不從，回覆他將不會給葛瑞一毛錢，連執照費都不付，擺明要硬碰硬。麥可也和妹妹康妮見面，身心遭受極大打擊的康妮在夫婿死後再嫁，感情生活充滿變數。她又結束了一段婚姻後，又打算琵琶別抱，但是麥可並不同意，打算用錢讓康妮的對象放手。
麥可也在支開軍師湯姆後，與邁阿密的猶太裔黑幫老大海門·羅斯的手下強尼·歐拉見面。海門·羅斯對於柯里昂家族欲擴張在拉斯維加斯的賭場事業表達支持。最後，麥可也接見了家族老手下法蘭克·潘坦居利，潘坦居利是克雷曼沙的手下，並在克雷曼沙死後，繼承了克雷曼沙的地盤，但近來他與羅斯底下的打手羅薩多兄弟（Rosato brothers）有了衝突，麥可鑒於與羅斯的生意，不希望潘坦居利殺害羅薩多兄弟，潘坦居利則相當不服，告訴麥可：「令尊和海門·羅斯做生意，令尊也尊重海門·羅斯，但不代表令尊相信海門·羅斯。」表示海門·羅斯所提供的支持不一定貨真價實。
麥可兒子初领聖体之後，麥可舉辦了派對，飲宴後的麥可一家突然遭到襲擊，為了保護家庭的安全，麥可任命湯姆·哈金為代理族長，告訴湯姆，之前刻意事事防他，令他隔絕在地下活動的機密之外，為的就是此刻。
1917年，維托·柯里昂於紐約結婚，並在仁科·阿班丹多（Genco Abbandando）父親的雜貨店工作。某天他與仁科去戲院看戲时，目睹了當地老大法比秀·范倫奇（Don Fabrizio Fanucci）向人索取保護費。維托所工作的雜貨店，也受范倫奇恐嚇，硬是安插他自己的姪子。負擔不起人事費用的仁科父親不得不當場解僱維托。維托卻並無怨尤，反感謝老闆的照顧，聲言日後必當回報。爾後一日，維托的鄰居克雷曼沙要求維托替他保管私藏的槍械，克雷曼沙為了報答維托的幫忙，帶著維托去「朋友」處取得地毯。但那卻是無人居住的富戶，克雷曼沙撬鎖進屋，維托不自覺的替他把風。這是他第一次涉入犯罪。
麥可前往邁阿密與海門·羅斯洽談生意，告訴羅斯他認為刺殺事件是由潘坦居利所策劃，而且潘坦居利將會付出代價，以使羅斯不疑有他。麥可隨後又前往布魯克林和潘坦居利會面，卻又告訴潘坦居利其實幕後主使就是羅斯，但礙於與羅斯的生意往來，他勸潘坦居利與羅薩多兄弟和好以降低羅斯的戒心。
但後來潘坦居利前去會面後，羅薩多兄弟試圖在未營業的小酒館中絞死他，並說是「麥可·柯里昂向你問好」，然而，羅薩多的謀殺行動恰好被一名警察撞破，潘坦居利大難不死，他的手下威利·奇契也受了槍傷。
在內華達州，參議員派特·葛瑞在柯里昂家族的飯店內召妓，葛瑞昏昏睡去，醒來時，妓女身中多刀慘死，葛瑞以為是自己的虐待狂發作而殺人。湯姆·哈金前去飯店為之善後，並告訴手足無措的葛瑞，为了葛瑞與柯里昂家族的情谊，他將處理好所有問題。其实葛瑞被迷昏了，整個謀殺都是柯里昂家族所策劃的，以借此賣人情挾制葛瑞。
麥可隨後前往古巴與羅斯會面，當時，古巴的軍事獨裁者福爾亨壽·巴蒂斯塔正尋求美方的投資協助，但政府外，菲德爾·卡斯楚領導的古巴共產黨也意圖推翻政府。在羅斯的生日派對上，麥可看到共產黨死士竟敢作人肉炸彈，所以認為共產黨可能獲勝，羅斯卻不以為然，鼓動麥可帶談好的兩百万美元來給予巴蒂斯塔，維繫合作關係。
麥可的二哥弗雷多，帶著麥可要求的兩百万美元到達古巴。麥可將羅斯和強尼·歐拉介紹給弗雷多，弗雷多則說自己與他們並不相識。麥可向弗雷多透露整起刺殺事件是羅斯所策劃，而且羅斯將會再次動手，但是麥可也有了對策，說道：「海門·羅斯絕對活不過新年」。麥可其後與羅斯見面時，只說他需要考慮一下，而沒有將約定的錢給羅斯，反而向羅斯逼問是誰下令殺害潘坦居利，羅斯避答，並且以自己的好友莫·格林之死為例，反駁麥可，說道：「我從不問是誰下的命令，因為這一切都跟生意無關！」
麥可讓弗雷多帶參議員葛瑞還有其他同行的美國士紳參觀古巴，弗雷多始終表示他不認識強尼·歐拉。晚間派對上，酒醉的弗雷多無意間透露自己其實早已認識強尼·歐拉。麥可頓時領悟，就是自己的二哥與之串謀。麥可想要除去羅斯與歐拉，派遣隨身保鑣暗殺。歐拉被勒死，羅斯恰因身體不適送醫。麥可的隨身保鑣尾隨至醫院，意圖用枕頭悶死羅斯，却剛好被一名警察撞見，刺客遭槍殺身亡。
其時正當巴蒂斯塔的新年晚會，麥可將弗雷多的頭緊緊扺住自己的額頭，說道：「我知道是你幹的，弗雷多！你太傷我的心了。」隨後新年晚會因為共黨暴動而被迫中斷，麥可原欲與弗雷多共同逃離現場，但是弗雷多卻怕到隻身逃逸。麥可之後回到了拉斯維加斯。湯姆告訴他羅斯並沒有死，而且因為病發回到了邁阿密，麥可的貼身保鑣被殺死，弗雷多很可能躲在紐約，同時，麥可的妻子凱懷的第三胎也流產了。
1917年，維托與好友克雷曼沙、泰西歐成了當地知名的竊盜集團，作案所得甚豐，因此也引來了范倫奇的覬覦，他要求維托等人付給他保護費，否則就要向警方報案處理，克雷曼沙與泰西歐都迫於淫威而屈服，但是維托並不願意交錢，他反而向克雷曼沙與泰西歐要了少許的「斡旋金」，只需要原價的四分之一，並自願前往與范倫奇談判，維托聲稱：「我會給他個無法拒絕的條件」（I'm going to make him an offer he can't refuse）。維托交付給范倫奇斡旋金，並表示手頭較緊，日後一定如數補足。范倫奇輕蔑地辱罵維托後，步入天主教聖羅可的聖像巡遊，還在聖像上添了香火錢才回家。但維托運用跑酷手法跟蹤著范倫奇，帶著左輪手槍埋伏在范倫奇家門，最後以毛巾包裹手槍消音，槍殺了范倫奇，又乘著外面的宗教活動，煙火盛大，人聲嘈雜，將毛巾與手槍分解丟棄後，返回妻小懷抱。
范倫奇死後，維托在地方上的聲望越來越高，並且開始居中協調地方上的衝突（「撨事情」）。他跟仁科·阿班丹多合夥開設了「仁科橄欖油公司」，仲介工作也成了公司營業項目之一。泰西歐跟克雷曼沙也成為了維托的左右手。
麥可返回太浩湖別墅後，感覺家中異常安靜，他看見了妻子凱，但並沒有去打擾她。
遠在華府的國會聽証會上，一群包括派特·葛瑞在内的聯邦參議員們，正主導對於柯里昂犯罪家族的調查—調查柯里昂家族潘坦居利的手下威利·奇契。但是奇契並不能指控麥可是犯罪元兇，因為麥可並沒有對奇契直接下達殺人指令。
當麥可出席聽証會時，參議員葛瑞首先表示了他對於意大利裔美國人的支持，隨後離開了會場。麥可則通過一份聲明，宣稱他曾參與美國陸戰隊，並在二次大戰中立下戰功，是正直愛國的美國公民，也沒有援引《美國憲法第五修正案》的「不自証己罪」權力，來迴避參議員對他的質問，麥可並要求要有証人指控他的犯罪，否則就要為他平反。主席同意麥可的說詞，並將於下次聽証會時讓證人出席。
麥可與湯姆討論各項問題，法蘭克·潘坦居利是對他們最具威脅的証人，而羅斯早已預謀要摧毀麥可的勢力。弗雷多最後則返回了內華達，向麥可解釋為何犯錯。因他不滿家族看輕他這個哥哥。父親只寵愛麥可，而全家當他是受弟弟保護的庸才。弗雷多與羅斯合作，只是希望能贏得讚賞。他發誓只知道這是要促成一筆生意，但不知道是暗殺行動。弗雷多也透露了參議員們聘用的律師是羅斯的人。麥可冷酷地向弗雷多宣判，從此斷絕兄弟之情，再不相見。並且向手下艾爾·奈瑞下令，在麥可的母親過世前弗雷多必須平安無事，間接暗示在母親死後不需顧慮弗雷多生死。
法蘭克·潘坦居利和聯邦調查局（FBI）作了筆交易，潘坦居利願意出面揭發麥可的罪行，但是FBI也得確保他的安全。麥可知道潘坦居利會出席作証，所以預留了一手對付潘坦居利，麥可掌握了潘坦居利在西西里的兄長文森卓·潘坦居利，由湯姆帶同文森卓旁聽參議院聽證會，潘坦居利見及兄長在敵人控制之下，清楚自己的劣勢，亦思及沈默法則，便在發言時翻供，推翻了自己先前的証詞，聲稱他先前的供詞都是FBI要求他說的謊。會議變成鬧劇，被迫散會，麥可在無人指證犯罪的情況下全身而退。
回到旅館後，麥可的妻子凱要帶著孩子離開，麥可原先想好好安撫因流產而心情不穩的妻子，但是凱卻坦承那並不是自然流產，而是人工流產，墮胎為的是避免再讓一個小孩，踏入罪惡滔天的柯里昂家族中，麥可氣急敗壞之下怒摑了妻子，兩人決裂。
1925年，事業有成的維托，終於得以返回離開已久的故鄉柯里昂鎮，由當地負責進口仁科橄欖油的湯瑪西諾，引薦給當地大老西西歐閣下以祈求其祝福。年邁昏聵西西歐認不得維托，問起他的父親。維托答：「我的父親名叫安東尼奧·安東里尼，而這是送給你的！」維托將預藏的刀刃捅入西西歐的肚子，冷酷地由下而上斜劃過肚皮直至胸口，手刃仇人為父母與兄長復仇。隨後湯瑪西諾掩護維托離開，但是湯瑪西諾的腿也被西西歐的保鑣開槍射傷，導致終身殘疾。維托在舉家復仇後，帶著妻小返回紐約。
維托的遺孀、麥可的母親過世，所有柯里昂家族的人皆返回太浩湖別墅參加喪禮，麥可的妹妹康妮也回來參加喪禮，康妮跪在麥可膝旁，並對他吻手屈服，只希望他能念在昔日的手足之情，與弗雷多言歸於好。麥可假裝同意並且與弗雷多擁抱，但是他同時向艾爾·奈瑞眼神示意。電影以麥可過去「母親過世前弗雷多必須平安無事」為旁白，暗示弗雷多的「平安無事」至此結束。奈瑞明白其弦外之音後，也不敢直視麥可眼中的殺意，僅低頭領命。
麥可、湯姆、奈瑞、羅可討論最後該如何了結這樁公案。羅斯已試圖在許多國家尋求政治庇護，但是就連祖國以色列也拒絕他的要求。愈加暴躁的麥可不接受湯姆的建議，執意要謀害羅斯與羅薩多兄弟以求報復。為求壓倒湯姆老成持重的意見，不惜訐發其陰私以令他屈服。情感受傷的湯姆不解麥可何以變得如此，但仍奉命前去FBI安置潘坦居利的地方探視，實為談判，對潘坦居利暗示麥可將會動手。潘坦居利則以古羅馬賜死為例，暗示他會以割腕自殺贖罪，但請求麥可不要迫害他的家人，甚至要好好安頓。
維托黑白兩道的生意蒸蒸日上，逐漸擴大勢力。克雷曼沙向他介紹自己新收的小夥子，人有幹勁但名字難記，因而打算給他取個易記的別名。因為克雷曼沙起的名字太可笑，維托便隨口賜名為海門·羅斯。
麥可的妻子凱在康妮的幫助下得以探望孩子，她不捨地與孩子吻別，但是在門口時麥可卻從裏面的房間走來，麥可走過去，當著凱的面前將門關上，將母子們分隔於門板內外。
結尾採取上集《教父》的手法，將家族敵人大掃蕩行動貫串在結尾中：
- 海門·羅斯在邁阿密的機場準備接受拘提時，遭假扮成記者趁亂接近的羅可槍殺。羅可隨後也死在羅斯保鑣們的亂槍之下。
- 法蘭克·潘坦居利在FBI的拘留所被發現死在染血的浴缸裡，按他對湯姆所說的方式，割腕自盡。
- 弗雷多·柯里昂在太浩湖中釣魚想送給麥克的兒子，仍禱告「萬福瑪麗亞」以求豐收。遭艾爾·奈瑞承麥可·柯里昂之令狙擊處決。

日子回到1941年，麥可一家人為慶祝維托的生日而準備壽筵，話題全都圍繞在日軍偷襲珍珠港上。身為大學生的麥可语出惊人，說他已從軍加入美國海軍陸戰隊。麥可的長兄山尼與義兄湯姆都擔心他的安全，認為他很魯莽，尤其老教父是動用關係讓幼子躲過徵兵。但是諷刺的是，唯有麥可的二哥弗雷多支持他的決定。最後當維托進家門後，所有人都去迎接他，獨留麥可一人在飯廳中。
權勢並未帶給麥可甚麼樣的幸福，相反地，卻帶來了父親老友串連二哥背叛，與妻子的離棄，連自己最得力的義兄湯姆都無法再信任。現實中的麥可，只能在夕陽下孤獨地坐在湖畔上沉思自己的人生。

## 演員
- 艾爾·帕西諾 飾 麥可·柯里昂
- 勞勃·杜瓦 飾 湯姆·哈金（英语：Tom Hagen）
- 黛安·基頓 飾 凱·亞當斯（英语：Kay Adams-Corleone）
- 勞勃·狄尼洛 飾 年輕的維托·柯里昂
- 約翰·卡佐爾 飾 弗雷多·柯里昂（英语：Fredo Corleone）
- 塔莉亞·夏爾 飾 康妮·柯里昂（英语：Connie Corleone）
- 李·史特拉斯堡（英语：Lee Strasberg） 飾 海門·羅斯
- 麥可·V·加佐（英语：Michael V. Gazzo） 飾 法蘭基·潘坦居利（英语：Frank Pentangeli）
- G·D·史普萊林（英语：G. D. Spradlin） 飾 派特·葛瑞參議員
- 理查·布萊特（英语：Richard Bright (actor)） 飾 艾爾·奈瑞（英语：Al Neri）
- 多米尼克·契安尼斯（英语：Dominic Chianese） 飾 強尼·歐拉（英语：Johnny Ola）
- 詹姆士·肯恩 飾 桑尼·柯里昂（英语：Sonny Corleone）（客串）
- Morgana King（英语：Morgana King） 飾 Carmela Corleone（英语：Carmela Corleone）
- Tom Rosqui（英语：Tom Rosqui） 飾 Rocco Lampone（英语：Rocco Lampone）
- Marianna Hill（英语：Marianna Hill） 飾 Deanna Corleone
- Fay Spain（英语：Fay Spain） 飾 Mrs. Roth
- Gastone Moschin（英语：Gastone Moschin） 飾 Don Fanucci（英语：Don Fanucci）
- Troy Donahue（英语：Troy Donahue） 飾 Merle Johnson
- Amerigo Tot（英语：Amerigo Tot） 飾 Michael的保鏢
- Joe Spinell（英语：Joe Spinell） 飾 Willi Cicci（英语：Willi Cicci）
- Bruno Kirby（英语：Bruno Kirby） 飾 年輕的彼特·克莱门扎
- Frank Sivero（英语：Frank Sivero） 飾 年輕的Genco Abbandando
- Maria Carta（英语：Maria Carta） 飾 Vito Corleone的母親
- Francesca De Sapio（英语：Francesca De Sapio） 飾 年輕的Carmela Corleone（英语：Carmela Corleone）
- Giuseppe Sillato 飾 Don Francesco Ciccio
- Roman Coppola（英语：Roman Coppola） 飾 年輕的Santino Corleone
- John Megna（英语：John Megna） 飾 年輕的Hyman Roth
- Julian Voloshin 飾 Sam Roth
- Larry Guardino 飾 Vito的叔叔
- 卡爾麥·卡里迪 飾 Carmine Rosato（英语：Carmine Rosato）
- 丹尼·愛羅 飾 Tony Rosato
- John Aprea（英语：John Aprea） 飾 年輕的Salvatore Tessio（英语：Salvatore Tessio）
- Leopoldo Trieste（英语：Leopoldo Trieste） 飾 Signor Roberto
- Salvatore Po 飾 Vincenzo Pentangeli
- 哈里·迪恩·斯坦頓 飾 FBI agent
- 艾巴·維戈達 飾 Salvatore Tessio（英语：Salvatore Tessio）（客串）
- Gianni Russo（英语：Gianni Russo） 飾 Carlo Rizzi（英语：Carlo Rizzi (The Godfather)）（客串）

## 評價
《教父2》被認為是少數可與前集並稱經典的電影，而且也是至今被認為最成功的續集電影。許多的評論認為《教父2》足以媲美《教父》甚至超越前集價值。在網際網路電影資料庫上，《教父2》獲影迷票選為「250名偉大電影」第三名；影評權威網站爛番茄上，《教父2》也有97%的新鮮度。
《教父2》也是多項影史經典票選上的常勝軍。雜誌《電視指南》「影史50大偉大電影」上高居榜首；《娛樂週刊》「影史百大電影」排名第7；英國雜誌《視與聽》在1992年和2002年兩度舉辦的「影史十大電影」上也見其名。影評人李奧納多·馬汀（Leonard Maltin）的「20世紀百大必看電影」和羅傑·艾伯特的「偉大電影」清單上也有《教父2》，足見《教父2》在影史上的經典性。
《教父2》和《教父》一樣在票房上也獲得成功，艾爾·帕西諾在影片中的演出也同樣被視為傳奇。許多大眾認為艾爾·帕西諾在《教父2》的演出可能是他演藝生涯中最出色的一次。2006年，《首映雜誌》票選的「影史百大經典演出」，艾爾·帕西諾的表現榮獲第20名。

## 獎項
《教父2》是影史上少数以續集電影之姿獲得奧斯卡最佳影片獎的電影之一，《教父》系列也是影史上唯一有兩部電影獲得奧斯卡最佳影片的系列。
導演法蘭西斯·柯波拉在拍攝《教父》與《教父2》期間，也有拍攝一部作品《對話》，此作與《教父2》在同年奧斯卡獎上入圍最佳影片獎。這是影史紀錄上第二位由同樣導演執導的兩部電影入圍同年最佳影片獎（第一項紀錄為1941年，由希區考克執導的《海外特派員》與獲獎《蝴蝶夢》所寫下，後在2000年由史蒂芬·索德柏執導的《永不妥協》和《天人交戰》寫下第三項紀錄）。
《對話》在坎城影展上榮獲金棕櫚大獎。
《教父2》在1993年由美國國家影片登記部典藏，但續集《教父3》並未被收入。

### 美國電影學會認證
- 1998 AFI百年百大電影─ #32
- 2003 AFI百年百大英雄與反派

- 麥可·柯里昂─反派#11

- 2005 AFI百年百大電影台詞─ #58

|  | 和你的朋友接近，但要和敵人更接近。 Keep your friends close, but your enemies closer |

- 2007 AFI百年百大電影十週年紀念版─ #32
- 2008 AFI十大類型十大電影─幫派類型#3

## 電子遊戲
藝電（EA）於2009年4月推出電影改編的電子遊戲《教父2》。

## 外部連結
- （英文）《教父2 （页面存档备份，存于）》官網
- （英文） 互联网电影数据库（IMDb）上《教父2》的资料（英文）
- 豆瓣电影上《教父2》的資料 （简体中文）
- （英文）《教父三部曲 （页面存档备份，存于）》網站

| 獎項                | 獎項                  | 獎項                    |
| ------------------- | --------------------- | ----------------------- |
| 上一届： 《骗中骗》 | 奧斯卡最佳影片 1974年 | 下一届： 《飞越疯人院》 |